# Тимулин
Тимулин — гормон, представляющий из себя нонапетид, продуцирующися в тимусе. Впервые был описан в 1977 году. При этом молекулы-предшественники и структурный ген тимулина до сих пор не выявлены. Тимулин проявляет активность только при образовании комплекса с ионами Zn2+. Первичная структура тимулина консервативна — последовательность аминокислотных остатков в его молекуле идентична у разных млекопитающих и представляет собой цепочку: H-Pyr-Ala-Lys-Ser-Gln-Gly-Gly-Ser-Asn-OH.
Считается, что гормон участвует в дифференцировке Т-клеток и усилении действия Т- и NK-клеток. Помимо этого скорее паракринного или аутоорганического воздействия на тимусзависимую иммунную систему, тимулин, по-видимому, также оказывает нейроэндокринное действие. Существуют двунаправленные взаимодействия между эпителием тимуса и гипоталамо-гипофизарной осью (например, тимулин следует циркадному ритму, а физиологически повышенные уровни АКТГ положительно коррелируют с уровнями тимулина в плазме и наоборот). 
В последнее время основное внимание уделяется роли тимулина как эффектора провоспалительных медиаторов/цитокинов. Было обнаружено, что в высоких концентрациях пептидный аналог тимулина (PAT) оказывает обезболивающее действие и, в частности, нейропротекторное противовоспалительное действие на ЦНС. Вероятно, при этом мишенью для тимулина являются астроциты. Исследователи надеются с помощью аналогов тимулина разработать препараты, препятствующие воспалительным процессам, связанным с нейродегенеративными заболеваниями и даже ревматизмом.
Кроме того, тимулин связывают с нервной анорексией.